# フランク・フレデリクス
フランク・フレデリクス（Frank Fredericks、1967年10月2日 - ）は、ナミビアの元陸上競技者で、短距離（特に200m）が専門。競技中のポーカーフェイスぶりから、“ナミビアの鉄仮面”の異名をとる。夏季オリンピックに3度出場し、銀メダルを計4つ獲得した。1992年バルセロナオリンピックは、母国ナミビアの独立後初めてのオリンピック出場であった。開会式においては栄えある初めての旗手を務め、100mと200mで銀メダルを獲得した。
1993年の世界陸上競技選手権大会では200mで優勝したものの、国際大会では2位を記録することが多く、“シルバーコレクター”と呼ばれることもあった。特に1996年アトランタオリンピック200mでは、当時の世界記録にあと0.02秒に迫る19秒68を記録するが、同走のマイケル・ジョンソンが19秒32という驚異的な記録をマークしたために、金メダルを逃している。また同じ大会の100mでも銀メダルを獲得したが、同走のドノバン・ベイリーが当時の世界新記録となる9秒84をマークして優勝している。このように世界記録更新という光のあたる表舞台に生じた影のような悲運な名スプリンターでもあった。
選手としての活躍もさることながら、彼の温厚な性格や、若手選手の育成のみならず恵まれない人々への援助を惜しまないことなどから、陸上競技関係者の間では人望が厚い。アメリカ合衆国のブリガムヤング大学への留学経験もある。2004年から国際オリンピック委員会の選手委員を務めており、同年に競技生活の引退を表明した。

## 成績
| 年   | 大会                               | 場所                             | 種目    | 結果    | 記録   |
| ---- | ---------------------------------- | -------------------------------- | ------- | ------- | ------ |
| 1991 | 世界陸上競技選手権大会             | 東京(日本)                       | 100m    | 5位     | 9秒95  |
| 1991 | 世界陸上競技選手権大会             | 東京(日本)                       | 200m    | 2位     | 20秒34 |
| 1992 | バルセロナオリンピック             | バルセロナ(スペイン)             | 100m    | 2位     | 10秒02 |
| 1992 | バルセロナオリンピック             | バルセロナ(スペイン)             | 200m    | 2位     | 20秒13 |
| 1993 | 世界室内陸上競技選手権大会         | トロント(カナダ)                 | 60m     | 2位     | 6秒51  |
| 1993 | 世界室内陸上競技選手権大会         | トロント(カナダ)                 | 200m    | DNS(sf) | -      |
| 1993 | 世界陸上競技選手権大会             | シュトゥットガルト(ドイツ)       | 100m    | 6位     | 10秒03 |
| 1993 | 世界陸上競技選手権大会             | シュトゥットガルト(ドイツ)       | 200m    | 1位     | 19秒85 |
| 1993 | IAAFグランプリファイナル           | ロンドン(イギリス)               | 200m    | 1位     | 20秒34 |
| 1994 | コモンウェルスゲームズ             | ビクトリア(カナダ)               | 100m    | 3位     | 10秒06 |
| 1994 | コモンウェルスゲームズ             | ビクトリア(カナダ)               | 200m    | 1位     | 19秒97 |
| 1994 | IAAFグランプリファイナル           | パリ(フランス)                   | 100m    | 4位     | 10秒21 |
| 1994 | IAAF陸上ワールドカップ             | ロンドン(イギリス)               | 200m    | 2位     | 20秒55 |
| 1995 | 世界陸上競技選手権大会             | イェーテボリ(スウェーデン)       | 100m    | 4位     | 10秒07 |
| 1995 | 世界陸上競技選手権大会             | イェーテボリ(スウェーデン)       | 200m    | 2位     | 20秒12 |
| 1995 | IAAFグランプリファイナル           | モンテカルロ(モナコ)             | 200m    | 2位     | 20秒21 |
| 1996 | アトランタオリンピック             | アトランタ(アメリカ合衆国)       | 100m    | 2位     | 9秒89  |
| 1996 | アトランタオリンピック             | アトランタ(アメリカ合衆国)       | 200m    | 2位     | 19秒68 |
| 1997 | 世界陸上競技選手権大会             | アテネ(ギリシャ)                 | 100m    | 4位     | 9秒95  |
| 1997 | 世界陸上競技選手権大会             | アテネ(ギリシャ)                 | 200m    | 2位     | 20秒23 |
| 1997 | IAAFグランプリファイナル           | 福岡(日本)                       | 200m    | 1位     | 19秒81 |
| 1998 | IAAFグランプリファイナル           | モスクワ(ロシア)                 | 100m    | 1位     | 10秒11 |
| 1998 | IAAF陸上ワールドカップ             | ヨハネスブルグ(南アフリカ共和国) | 200m    | 1位     | 19秒97 |
| 1998 | IAAF陸上ワールドカップ             | ヨハネスブルグ(南アフリカ共和国) | 4x100mR | 3位     | 38秒29 |
| 1998 | コモンウェルスゲームズ             | クアラルンプール(マレーシア)     | 100m    | 2位     | 9秒96  |
| 1999 | 世界室内陸上競技選手権大会         | 前橋(日本)                       | 200m    | 1位     | 20秒10 |
| 1999 | 世界陸上競技選手権大会             | セビリア(スペイン)               | 100m    | DNS(sf) | -      |
| 1999 | 世界陸上競技選手権大会             | セビリア(スペイン)               | 200m    | DNS     | -      |
| 1999 | IAAFグランプリファイナル           | ミュンヘン(ドイツ)               | 200m    | 5位     | 20秒26 |
| 2002 | コモンウェルスゲームズ             | マンチェスター(イギリス)         | 200m    | 1位     | 20秒06 |
| 2002 | IAAF陸上ワールドカップ             | マドリード(スペイン)             | 200m    | 2位     | 20秒20 |
| 2002 | IAAF陸上ワールドカップ             | マドリード(スペイン)             | 4x100mR | 3位     | 38秒63 |
| 2003 | 世界陸上競技選手権大会             | パリ(フランス)                   | 200m    | 7位     | 20秒47 |
| 2004 | 世界室内陸上競技選手権大会         | ブダペスト(ハンガリー)           | 200m    | DNS(sf) | -      |
| 2004 | アテネオリンピック                 | アテネ(ギリシャ)                 | 100m    | 4位(qf) | 10秒17 |
| 2004 | アテネオリンピック                 | アテネ(ギリシャ)                 | 200m    | 4位     | 20秒14 |
| 2004 | IAAFワールドアスレチックファイナル | モンテカルロ(モナコ)             | 200m    | 2位     | 20秒31 |

## 記録
屋外
- 100m　9秒86　 （1996年7月3日）
- 200m　19秒68　（1996年8月1日、世界歴代10位）

室内
- 60m　　6秒51　　（1993年3月12日）
- 100m　10秒05　（1996年2月12日、世界最高記録）
- 200m　19秒92　（1996年2月18日、世界記録）

なお、屋外200mで19秒台を24回記録しており、これはウサイン・ボルトに次ぐ史上2位の記録である。また、屋外100mでも9秒台を27回記録している（史上6位）。